# Casbá de Argel
A casbá de Argel ou kasbah de Argel é um tipo único de almedina, ou cidade islâmica, que contém as ruínas da cidadela, antigas mesquitas e palácios de estilo otomano, importantes vestígios de uma antiga estrutura urbana, foi inscrita pela UNESCO, em 1992, na lista dos locais considerados Património da Humanidade.
O edifício principal da casbá teve a sua construção iniciada em 1516, no local de um edifício anterior, tendo servido como palácio dos deys até à conquista francesa. Uma estrada foi aberta atravessando o centro do edifício, a mesquita transformada em quartel, e a sala de audiências abandonada, encontrando-se em ruínas. Restam ainda um minarete e alguns arcos e colunas de mármore. Existem ainda vestígios dos cofres onde estavam guardados os tesouros do dey.